# Hypsiboas andinus
Hypsiboas andinus és una espècie de granota que viu a l'Argentina i Bolívia.